# 陳正雷
陳正雷（1949年5月15日—），男，河南溫縣人，中國武術家，為陳家溝陈式十九世、太极拳第十一代传人，中国武术九段。與陳小旺、王西安、朱天才並稱為「陳家溝四大金剛」。

## 生平
陳正雷出生於河南省焦作市溫縣陳家溝，父親是陳照海。陳正雷在8岁時跟随伯父陈照丕學習太极拳、刀、枪、剑、棍等武藝。1972年伯父逝世後，繼續随堂叔父陈照奎习武。20岁开始教授太極拳；至今徒弟有數百人，教過的學生超過十萬人。2009年成為第三批国家级非物质文化遗产项目代表性传承人。2012年晉升為中國武術九段。2016年3月，正雷太极书院暨陈正雷太极拳北京总馆在北京市揭牌成立。
1986年擔任焦作市政协第七届常委。1988年当选为河南省人大代表。曾擔任温县陈氏太极拳研究会会长、河南省武术馆副馆长、河南省体育局武术管理中心副主任等職位。现任河南省武术协会副主席、河南省陈氏太极拳协会副主席兼秘书长。

## 著作
陳正雷著有《陳氏太極拳械匯宗》、《陳氏太極拳養生功》、《中國陳家溝陳氏太極拳術》……等著作，部分的著作被譯為外文出版。

## 榮譽
- 1995年，被評選為“中国当代十大武术名师”之一[10]。
- 2009年，被評選為建国后“感动中原60位人物”之一[10]。
- 2011年，獲「剑桥世界杰出华人榜武术领域杰出华人」稱號[12]。
- 2019年，被評選為「70年太极拳最具影响力人物」100人之一[13]。

## 外部連結
- 陳正雷太極官網 （页面存档备份，存于）
- 陈氏太极拳掌门人――陈正雷 （页面存档备份，存于）
- 陈正雷中國非物質文化遺產網